# Maison des Scientifiques
La maison des Scientifiques d’Odessa est une institution publique créée en 1923 pour réunion les scientifiques de différentes institutions scientifiques et d’écoles supérieures dans la région d’Odessa. C’était une des nombreuses Maison des scientifiques établies dans l’Union soviétique et la première établie en Ukraine.

## Présentation
Le bâtiment est situé dans l’ancien palais d'été des  comtes Tolstoï. Il a été repris par la Maison des scientifiques en 1934.

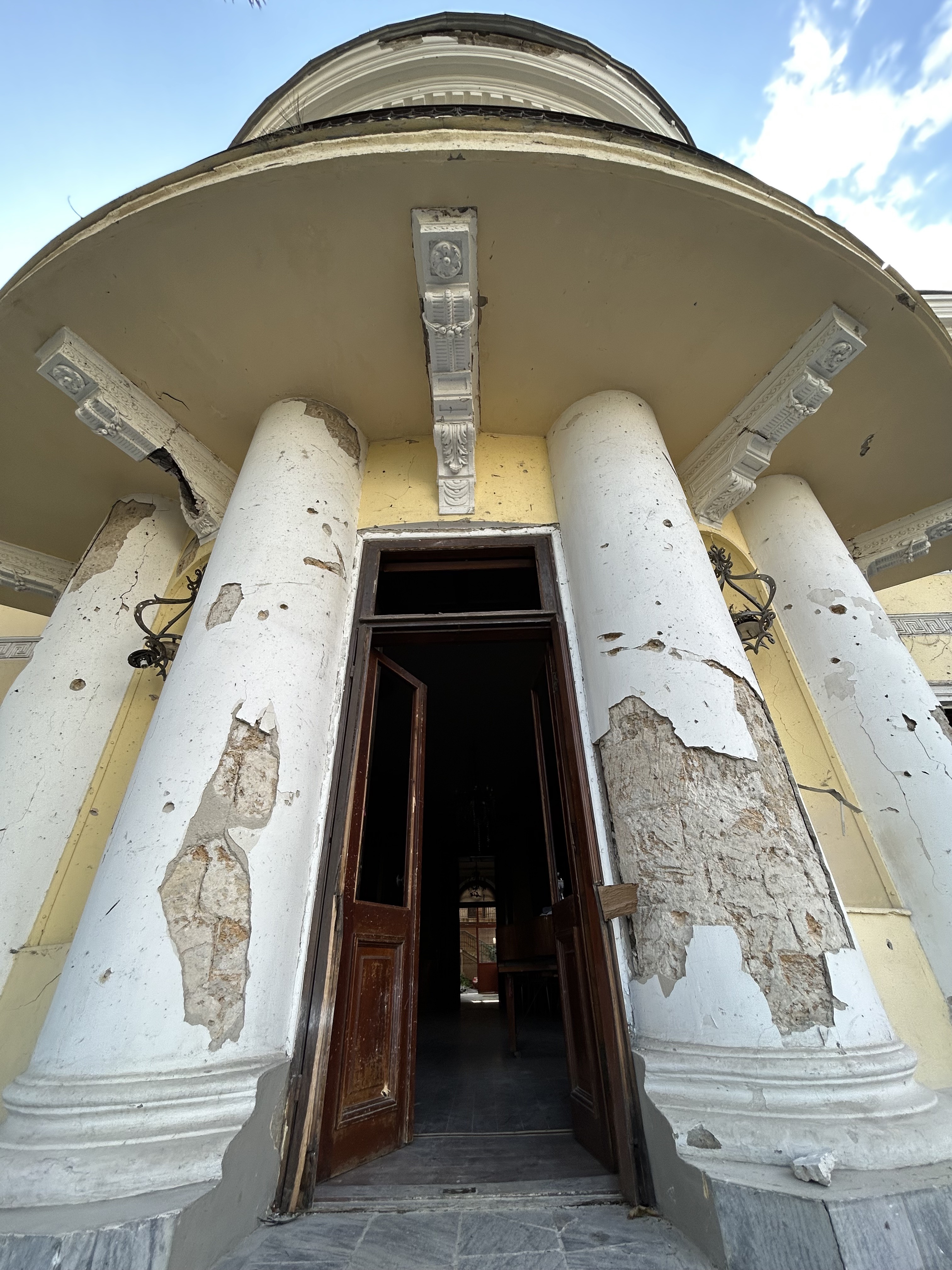
Dommages externes
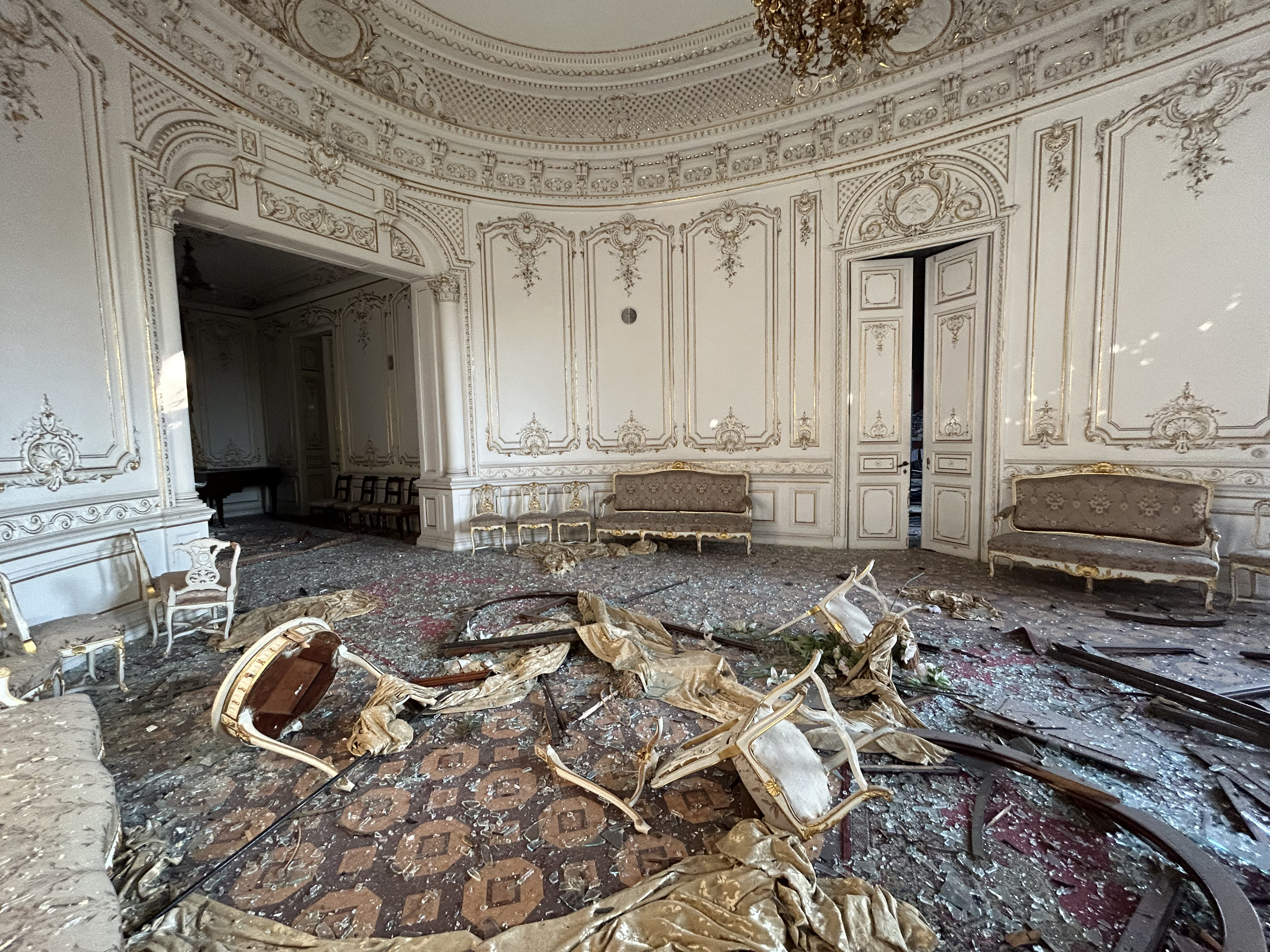
Salon blanc après la frappe classé n°51-101-1153[3],
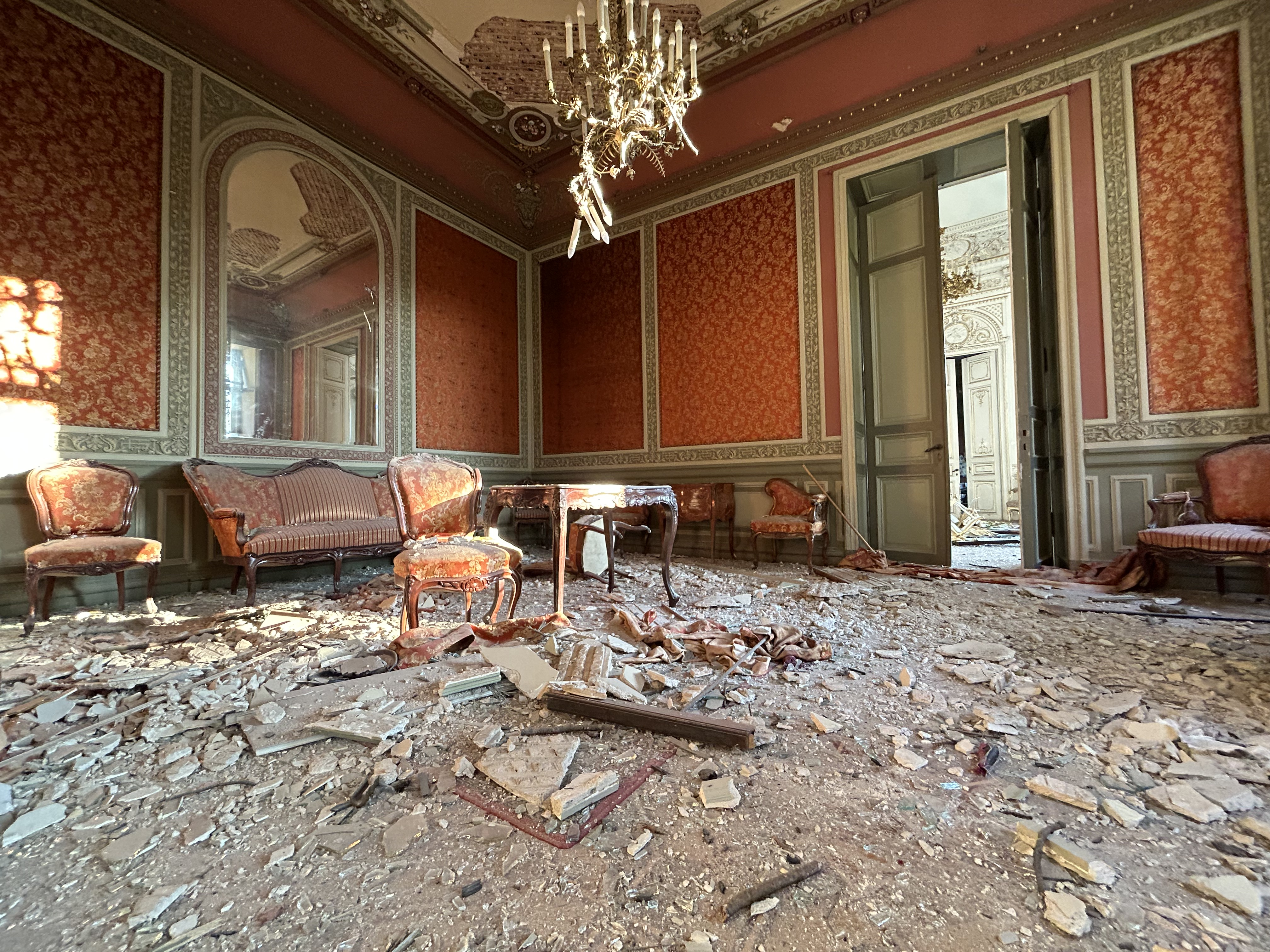
Salon en soie
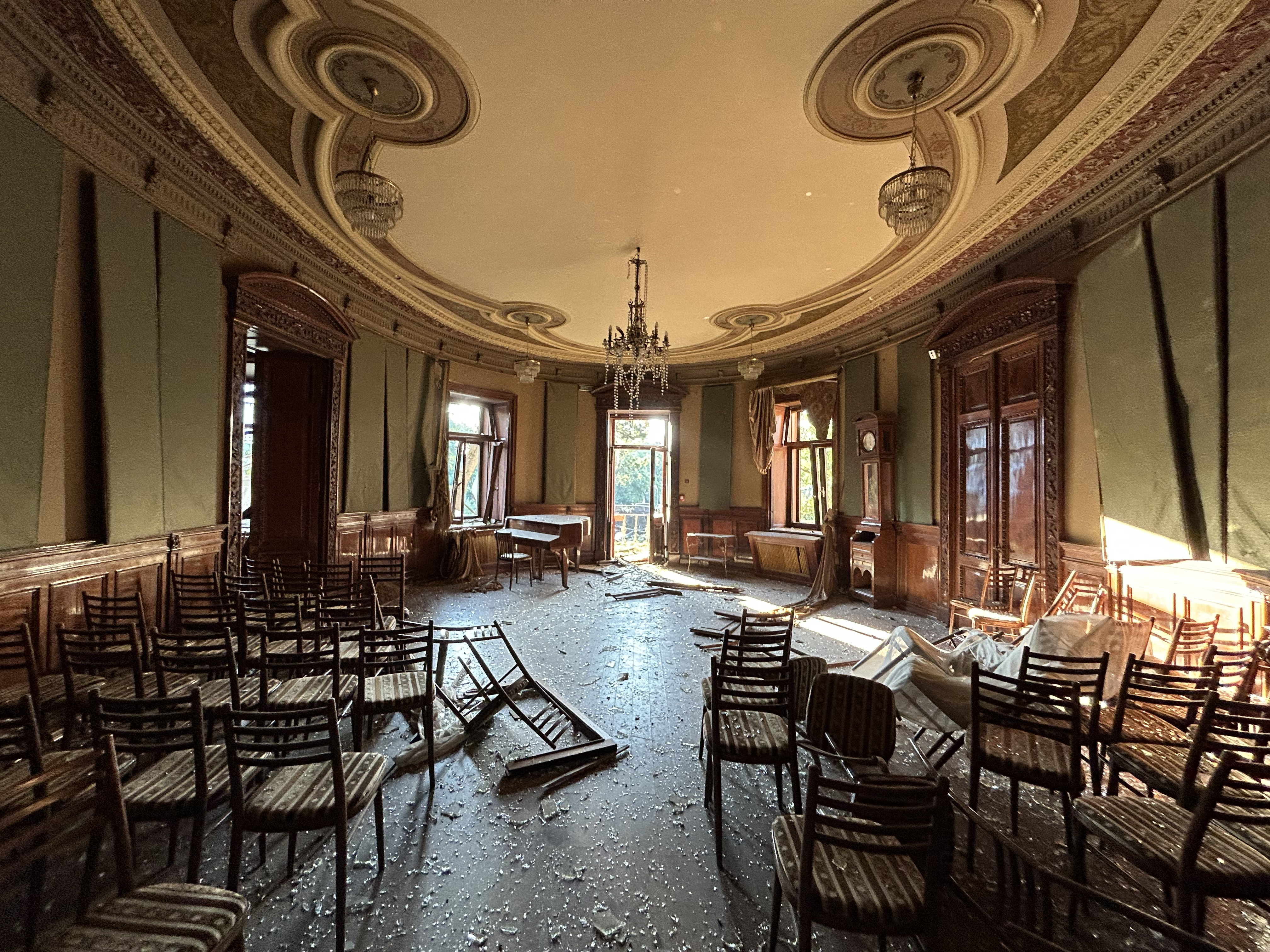
Salle en noyer,
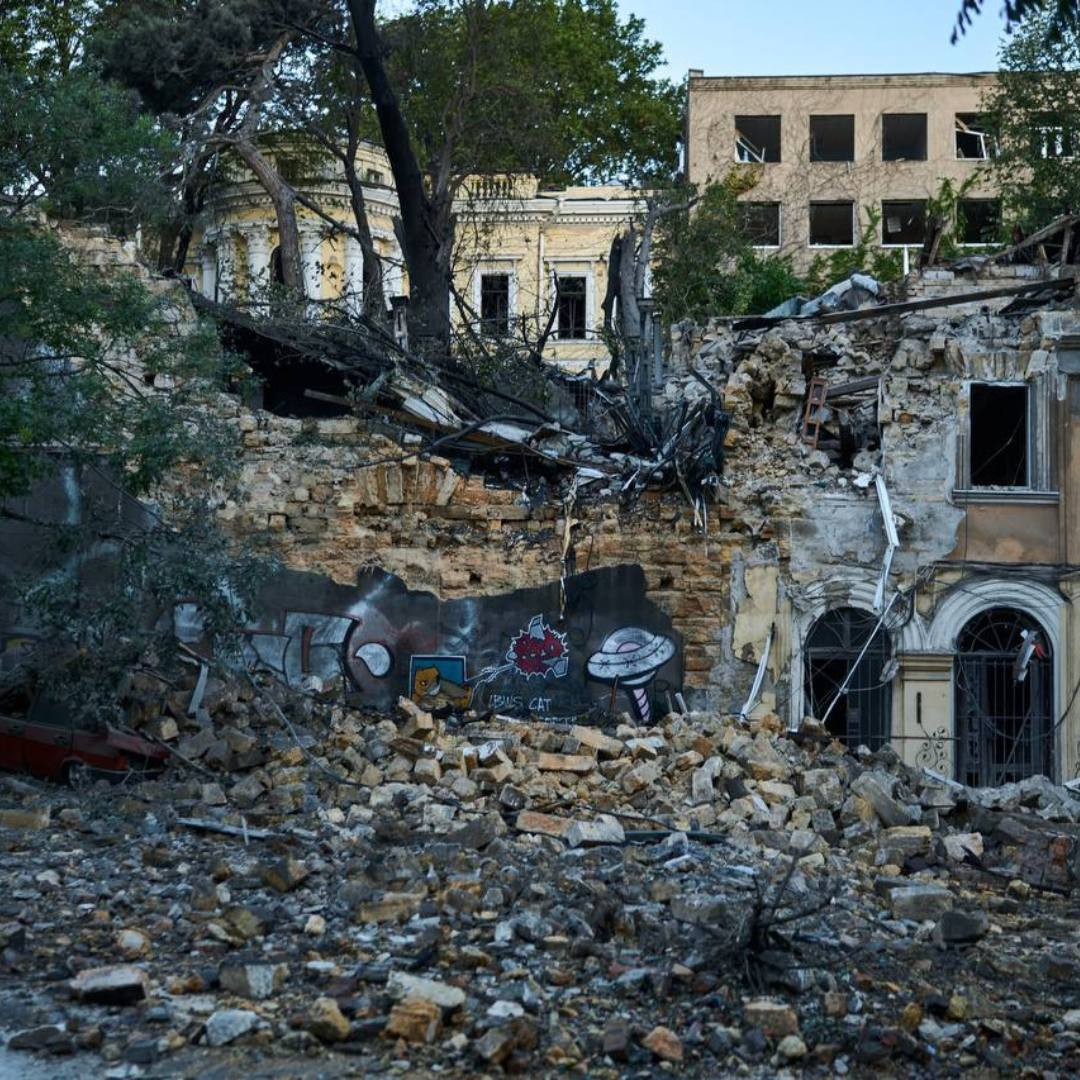
la cour,
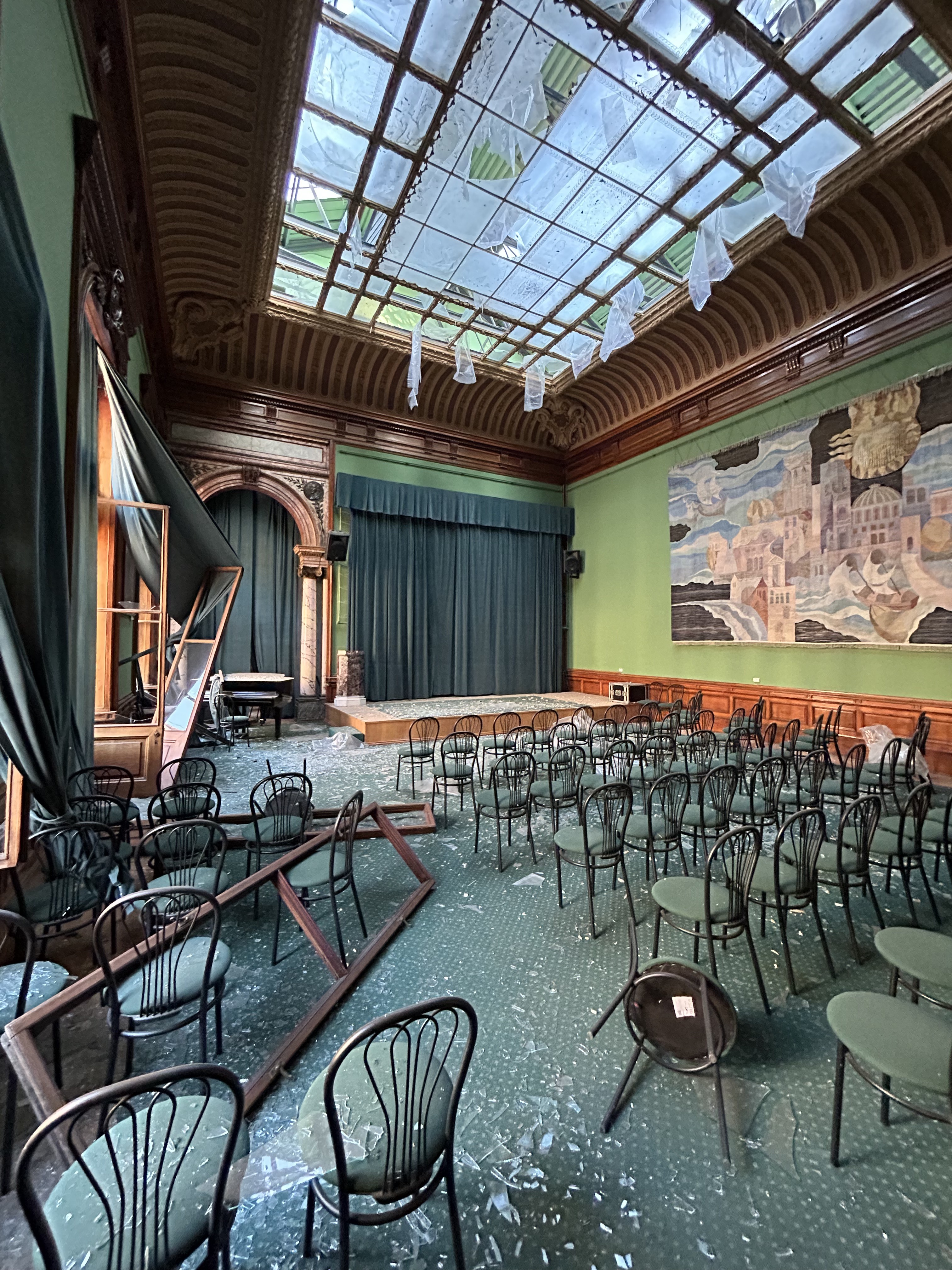
galerie de peinture.

Le 23 juillet 2023, au cours de l’invasion de l’Ukraine par la Russie, le bâtiment fut touché par un missile russe du fait du bombardement d’Odessa, subissant une perte quasi-totale des vitres décorant la façade et endommageant le mobilier et les peintures à l’intérieur. Une personne fut tuée et 19 blessées dans le même temps.